# Siegfried Hoppe-Graff
Siegfried Hoppe-Graff (* 23. März 1949) ist ein deutscher Pädagoge und war bis 2013 Inhaber der Professur für Pädagogische Psychologie an der Universität Leipzig.

## Werdegang
Hoppe-Graff studierte Psychologie, Soziologie und Mathematik an den Universitäten in Göttingen, Marburg und Berlin zwischen 1967 und 1976. Sein Vordiplom in Psychologie erhielt er 1970 an der Universität Marburg und sein Diplom in Psychologie 1974 an der Freien Universität Berlin. Thema seiner Diplomarbeit waren Entwicklungssequenzen.
Er promovierte 1982 an der TH Darmstadt zum Dr. phil. mit einer Arbeit über die „Bedingungsanalysen zur Genese der Klasseninklusion“. Seine Habilitation im Fach Psychologie erfolgte dann 1994 an der Ruprecht-Karls-Universität Heidelberg. Thema seiner Habilitationsschrift war die „Die Emergenz des Als-ob-Spiels“. Von 1995 bis 2013 war er Professor für Pädagogische Psychologie an der Universität Leipzig. Zwischenzeitlich war er Prodekan der dortigen Erziehungswissenschaftlichen Fakultät (1996–1999) und geschäftsführender Direktor des Zentrums für Lehrerbildung (ZLS) Leipzig.
Seit dem 1. Oktober 2013 ist er im Ruhestand.